# Flesh Tone
Flesh Tone è il quinto album in studio della cantautrice statunitense Kelis. È il primo album della cantante dal suo arrivo nella famiglia Interscope Records sotto il marchio del gruppo will.i.am music. È stato pubblicato il 17 maggio 2010 in Asia, Africa, Australia e Regno Unito. L'album è uscito il 6 luglio 2010 negli Stati Uniti e in Canada.

## Descrizione
L'album vede muoversi Kelis in nuovi suoni di genere electro e dance, rispetto al suono urbano del precedente album Kelis Was Here (2006). Grazie a collaborazioni con Ammo, Jean Baptiste, Benny Benassi, Burns, Diplo, Boys Noize, Free School, DJ Switch e will.i.am l'album propone un sound più elaborato e ricco di sintetizzatori.
Ha lavorato anche con David Guetta con una serie di collaborazioni per l'album tra cui il singolo Acapella, che ha trascorso una settimana al top della classifica statunitense Hot Dance Club Songs e al numero cinque nel Regno Unito. In ambito di classifiche, l'album ha venduto un buon numero di copie in Francia piazzandosi al trentaduesimo posto nella graduatoria dei dischi più venduti.

## Tracce
1. Intro – 3:31 (Kelis Rogers, Anthony Burns, Jean Baptiste)
2. 22nd Century – 4:55 (Kelis Rogers, Jean Baptiste, Alex Ridha, Andreas Meid, Ian O'Brian Docker)
3. 4th of July (Fireworks) – 5:40 (Kelis Rogers, Jean Baptiste, Damien Leroy, Jamie Munson, Anthony Burns, Vanessa Fischer, Ronald Morris, Jeff Scheven)
4. Home – 4:03 (Kelis Rogers, Jean Baptiste, Nick Marsh)
5. Acapella – 4:28 (Kelis Rogers, David Guetta, Fred Riesterer, Jean Baptiste, Makeba Riddick)
6. Scream – 3:30 (Kelis Rogers, David Guetta, Jean Baptiste, Roman de Garcez)
7. Emancipate – 4:26 (Kelis Rogers, Jean Baptiste, Benny Benassi, Alle Benassi)
8. Brave – 3:32 (Kelis Rogers, James Fauntleroy II, William Adams, Jean Baptiste)
9. Song for the baby – 3:42 (Kelis Rogers, Michael McHenry, Printz Boards, Jean Baptiste)

UK iTunes pre-order bonus track
1. Acapella (Benny Benassi Remix) – 6:18 (Kelis Rogers, David Guetta, Fred Riesterer, Jean Baptiste, Makeba Riddick)

U.S. iTunes bonus track
1. Carefree American – 3:09 (Kelis Rogers, Jean Baptiste, Cathy Dennis, Michael McHenry, Alain Whyte)

## Classifiche
| Classifiche (2010) | Posizione massima |
| ------------------ | ----------------- |
| Belgio (Fiandre)   | 64                |
| Francia            | 132               |
| Germania           | 61                |
| Irlanda            | 54                |
| Paesi Bassi        | 81                |
| Regno Unito        | 46                |
| Stati Uniti        | 48                |
| Svizzera           | 49                |

## Date di pubblicazione
| Regione       | Data           | Etichetta                                 | Catalogo |
| ------------- | -------------- | ----------------------------------------- | -------- |
| Polonia       | 14 maggio 2010 | Universal Music                           |          |
| Regno Unito   | 17 maggio 2010 | Polydor Records                           | 2739016  |
| Mondo         | 17 maggio 2010 | Universal Music                           | N/A      |
| Giappone      | 19 maggio 2010 | Universal Music                           | UICS1209 |
| Germania      | 28 maggio 2010 | Universal Music                           |          |
| Stati Uniti   | 6 luglio 2010  | will.i.am music group, Interscope Records |          |
| Canada        | 6 luglio 2010  | Universal Music                           |          |
| Australia     | 6 luglio 2010  | Universal Music                           |          |
| Nuova Zelanda | 6 luglio 2010  | Universal Music                           |          |